# Wierchnij Biragzang
Wierchnij Biragzang (ros. Верхний Бирагзанг) – wieś w Rosji, w Osetii Północnej, w rejonie ałagirskim. W 2010 liczyła 851 mieszkańców.